# Championnat d'Autriche de football 2012-2013
Navigation
Bundesliga 2011-2012 Bundesliga 2013-2014
La saison 2012-2013 du championnat d'Autriche est la 102e saison de l'histoire de la compétition. Le premier niveau du championnat oppose dix clubs autrichien en une série de trente-six rencontres, disputées selon le système aller-retour où les différentes équipes s'affrontent deux fois par phase. La saison débute le 21 juillet 2012 et s'achève le 26 mai 2013.
Les quatre premières places de ce championnat sont qualificatives pour les compétitions européennes que sont la Ligue des Champions 2013-2014 (2 places) et la Ligue Europa 2013-2014 (2 places). Une cinquième place est attribuée au vainqueur de la coupe nationale en Ligue Europa 2013-2014.
C'est le club de l'Austria Vienne qui est sacré champion à l'issue de la saison, après avoir terminé en tête du classement final, avec cinq points d'avance sur le tenant du titre, le Red Bull Salzbourg et... vingt-cinq sur le Rapid Vienne, qui se classe troisième. Il s'agit du vingt-quatrième titre de champion d'Autriche de l'histoire du club, le premier depuis 2006.

## Équipes
| \| Admira Austria Wolfsberg Mattersburg Ried Salzbourg Rapid Sturm Graz W. Innsbruck W. Neustadt \| Localisation des clubs |
| Admira Austria Wolfsberg Mattersburg Ried Salzbourg Rapid Sturm Graz W. Innsbruck W. Neustadt                              |

### Participants et localisation
Légende des couleurs
- Deuxième tour de qualification de la Ligue des Champions 2012-2013
- Troisième tour de qualification de la Ligue Europa 2012-2013
- Deuxième tour de qualification de la Ligue Europa 2012-2013
- Promu de Erste Liga

| Club               | Dernière montée | Classement 2011-2012 | Entraîneurs                                         | Depuis | Stade                 | Capacité théorique | Ville            |
| ------------------ | --------------- | -------------------- | --------------------------------------------------- | ------ | --------------------- | ------------------ | ---------------- |
| Admira Wacker      | 2011            | 3                    | Dietmar Kühbauer                                    | 2010   | Trenkwalder Arena     | 12 000             | Mödling          |
| Austria Vienne     | 1926            | 4                    | Peter Stöger                                        | 2012   | Stade Franz Horr      | 13 400             | Vienne           |
| SV Mattersburg     | 2003            | 8                    | Franz Lederer                                       | 2004   | Pappelstadion         | 17 100             | Mattersburg      |
| Rapid Vienne       | 1911            | 2                    | Peter Schöttel (17/04/2013) Zoran Barisic           | 2013   | Stade Gerhard Hanappi | 18 500             | Vienne           |
| Red Bull Salzbourg | 2005            | 1                    | Roger Schmidt                                       | 2012   | Red Bull Arena        | 31 895             | Salzbourg        |
| SV Ried            | 2005            | 6                    | Heinz Fuchsbichler (06/11/2012) Michael Angerschmid | 2012   | Keine Sorgen Arena    | 7 680              | Ried im Innkreis |
| Sturm Graz         | 1966            | 5                    | Peter Hyballa (22/04/2013) Markus Schopp            | 2013   | UPC-Arena             | 15 312             | Graz             |
| Wacker Innsbruck   | 2010            | 7                    | Walter Kogler (10/10/2012) Roland Kirchler          | 2012   | Tivoli Neu            | 17 400             | Innsbruck        |
| SC Wiener Neustadt | 2009            | 9                    | Heimo Pfeifenberger                                 | 2012   | Stade Wiener Neustadt | 10 000             | Wiener Neustadt  |
| Wolfsberger AC     | 2012            | 1 (EL)               | Nenad Bjelica                                       | 2010   | Lavanttal Arena       | 8 000              | Wolfsberg        |

- Le Red Bull Salzbourg ayant gagné la coupe d'Autriche 2011-2012 mais étant qualifié en Ligue des Champions, c'est le SV Ried qui est qualifié au deuxième tour de qualification de la Ligue Europa.

## Compétition

### Classement
Pour départager les équipes en cas d'égalité les critères suivants sont utilisés:
1. Différence de buts
2. Buts marqués
3. Fair-play

mise à jour : 13 mai 2013 
| Rang | Équipe               | Pts | J  | G  | N  | P  | Bp | Bc | Diff |
| ---- | -------------------- | --- | -- | -- | -- | -- | -- | -- | ---- |
| 1    | Austria Vienne       | 82  | 36 | 25 | 7  | 4  | 84 | 31 | +53  |
| 2    | Red Bull Salzbourg T | 77  | 36 | 22 | 11 | 3  | 91 | 39 | +52  |
| 3    | Rapid Vienne         | 57  | 36 | 16 | 9  | 11 | 57 | 39 | +18  |
| 4    | Sturm Graz           | 48  | 36 | 13 | 9  | 14 | 49 | 56 | -7   |
| 5    | Wolfsberger AC P     | 47  | 36 | 12 | 11 | 13 | 53 | 56 | -3   |
| 6    | SV Ried              | 46  | 36 | 13 | 7  | 16 | 60 | 59 | +1   |
| 7    | SC Wiener Neustadt   | 36  | 36 | 9  | 9  | 18 | 32 | 61 | -29  |
| 8    | Wacker Innsbruck     | 36  | 36 | 11 | 3  | 22 | 41 | 75 | -34  |
| 9    | Admira Wacker        | 35  | 36 | 9  | 8  | 19 | 47 | 68 | -21  |
| 10   | SV Mattersburg       | 35  | 36 | 9  | 8  | 19 | 36 | 67 | -31  |

Qualifications européennes
Ligue des champions 2013-2014
- 3e tour de qualification pour clubs champions
- 3e tour de qualification pour non-champions

Ligue Europa 2013-2014
- 3e tour de qualification
- 2e tour de qualification

Relégation
- Relégation en Este Liga 2013-2014

Abréviations
T : Tenant du titre

C : Vainqueur de la Coupe d'Autriche 2012-2013

P : Promus de Este Liga 2011-2012

### Matchs
| Résultats (▼dom., ►ext.)                                   | ADM | AVI | MAT | RVI | RBS | RIE | STU | WKR | WN  | WAC | ADM | AVI | MAT | RVI | RBS | RIE | STU | WKR | WN  | WAC |
| Admira Wacker                                              |     | 4-6 | 5-1 | 0-2 | 4-4 | 0-2 | 1-2 | 4-1 | 4-0 | 1-1 |     | 0-2 | 1-0 | 0-2 | 1-1 | 0-3 | 3-0 | 4-3 | 1-2 | 0-1 |
| Austria Vienne                                             | 1-0 |     | 3-1 | 2-0 | 0-1 | 6-1 | 0-1 | 2-0 | 3-0 | 1-1 | 4-0 |     | 4-0 | 2-2 | 1-1 | 3-1 | 3-1 | 4-0 | 3-1 | 0-4 |
| SV Mattersburg                                             | 3-0 | 2-4 |     | 0-3 | 1-3 | 2-1 | 3-1 | 1-2 | 2-0 | 1-1 | 0-1 | 0-4 |     | 2-0 | 1-2 | 1-0 | 0-0 | 1-2 | 1-0 | 3-1 |
| Rapid Vienne                                               | 0-0 | 0-3 | 3-0 |     | 2-0 | 4-3 | 3-0 | 4-0 | 1-1 | 0-2 | 1-1 | 1-2 | 2-2 |     | 1-3 | 3-0 | 1-1 | 2-1 | 2-0 | 0-0 |
| Red Bull Salzbourg                                         | 5-0 | 0-0 | 3-2 | 0-2 |     | 1-1 | 3-2 | 2-0 | 1-1 | 4-1 | 2-1 | 3-0 | 7-0 | 3-3 |     | 2-2 | 3-0 | 3-1 | 3-1 | 6-2 |
| SV Ried                                                    | 1-1 | 0-1 | 6-1 | 0-2 | 3-1 |     | 0-1 | 2-0 | 3-1 | 0-2 | 4-1 | 1-3 | 1-1 | 3-2 | 2-2 |     | 1-2 | 3-0 | 2-1 | 1-1 |
| Sturm Graz                                                 | 3-2 | 1-1 | 0-0 | 2-1 | 0-2 | 3-1 |     | 3-0 | 3-1 | 4-1 | 1-2 | 1-1 | 2-2 | 1-3 | 1-1 | 3-1 |     | 3-2 | 0-3 | 1-3 |
| Wacker Innsbruck                                           | 1-2 | 0-3 | 2-1 | 0-2 | 0-4 | 1-0 | 0-1 |     | 2-3 | 0-1 | 3-1 | 0-3 | 2-0 | 1-1 | 2-3 | 2-0 | 2-1 |     | 1-0 | 2-3 |
| SC Wiener Neustadt                                         | 2-1 | 0-2 | 0-0 | 0-1 | 0-3 | 2-3 | 1-1 | 0-1 |     | 2-1 | 3-0 | 0-0 | 0-0 | 1-0 | 0-6 | 0-0 | 1-0 | 2-2 |     | 2-0 |
| Wolfsberger AC                                             | 1-1 | 0-1 | 0-1 | 1-0 | 0-2 | 2-5 | 1-1 | 2-2 | 6-0 |     | 0-0 | 3-6 | 1-0 | 2-1 | 1-1 | 1-3 | 3-0 | 2-3 | 1-1 |     |
| - Victoire à domicile - Match nul - Victoire à l'extérieur |     |     |     |     |     |     |     |     |     |     |     |     |     |     |     |     |     |     |     |     |

## Statistiques

### Relégués journée par journée
Relégué

### Évolution du classement
| Club               | 1  | 2  | 3  | 4  | 5  | 6  | 7  | 8  | 9  | 10 | 11 | 12 | 13 | 14 | 15 | 16 | 17 | 18 | 19 | 20 | 21 | 22 | 23 | 24 | 25 | 26 | 27 | 28 | 29 | 30 | 31 | 32 | 33 | 34 | 35 | 36 | Journées en tête | Journées relégable |
| ------------------ | -- | -- | -- | -- | -- | -- | -- | -- | -- | -- | -- | -- | -- | -- | -- | -- | -- | -- | -- | -- | -- | -- | -- | -- | -- | -- | -- | -- | -- | -- | -- | -- | -- | -- | -- | -- | ---------------- | ------------------ |
| Admira Wacker      | 7  | 7  | 3  | 6  | 6  | 7  | 7  | 8  | 6  | 6  | 5  | 5  | 6  | 6  | 7  | 7  | 7  | 8  | 8  | 8  | 9  | 10 | 10 | 9  | 9  | 8  | 8  | 9  | 7  | 8  | 9  | 10 | 8  | 8  | 10 | 9  | 0                | 4                  |
| Austria Vienne     | 5  | 6  | 4  | 2  | 2  | 1  | 1  | 1  | 1  | 2  | 3  | 2  | 1  | 1  | 1  | 1  | 1  | 1  | 1  | 1  | 1  | 1  | 1  | 1  | 1  | 1  | 1  | 1  | 1  | 1  | 1  | 1  | 1  | 1  | 1  | 1  | 28               | 0                  |
| SV Mattersburg     | 3  | 3  | 2  | 5  | 4  | 3  | 4  | 5  | 7  | 7  | 8  | 8  | 8  | 8  | 8  | 8  | 8  | 7  | 7  | 7  | 7  | 7  | 7  | 7  | 7  | 7  | 7  | 7  | 8  | 9  | 10 | 7  | 7  | 7  | 7  | 10 | 0                | 2                  |
| Rapid Vienne       | 1  | 1  | 5  | 1  | 1  | 2  | 2  | 2  | 2  | 1  | 2  | 3  | 3  | 3  | 3  | 3  | 3  | 3  | 3  | 3  | 3  | 3  | 3  | 3  | 3  | 4  | 4  | 3  | 3  | 3  | 3  | 3  | 3  | 3  | 3  | 3  | 5                | 0                  |
| Red Bull Salzbourg | 2  | 2  | 1  | 4  | 3  | 4  | 3  | 3  | 3  | 3  | 1  | 1  | 2  | 2  | 2  | 2  | 2  | 2  | 2  | 2  | 2  | 2  | 2  | 2  | 2  | 2  | 2  | 2  | 2  | 2  | 2  | 2  | 2  | 2  | 2  | 2  | 3                | 0                  |
| SV Ried            | 4  | 5  | 6  | 3  | 5  | 5  | 6  | 7  | 8  | 8  | 6  | 6  | 5  | 5  | 5  | 5  | 5  | 5  | 5  | 5  | 5  | 5  | 5  | 6  | 6  | 6  | 6  | 6  | 6  | 6  | 6  | 6  | 5  | 6  | 6  | 6  | 0                | 0                  |
| Sturm Graz         | 9  | 8  | 8  | 7  | 7  | 6  | 5  | 4  | 4  | 4  | 4  | 4  | 4  | 4  | 4  | 4  | 4  | 4  | 4  | 4  | 4  | 4  | 4  | 4  | 4  | 3  | 3  | 4  | 4  | 4  | 5  | 5  | 6  | 4  | 4  | 4  | 0                | 0                  |
| Wacker Innsbruck   | 10 | 10 | 9  | 9  | 10 | 10 | 10 | 10 | 10 | 10 | 10 | 10 | 10 | 9  | 9  | 9  | 10 | 10 | 10 | 10 | 10 | 9  | 8  | 8  | 8  | 10 | 10 | 10 | 10 | 10 | 8  | 9  | 10 | 10 | 9  | 8  | 0                | 23                 |
| SC Wiener Neustadt | 8  | 9  | 10 | 10 | 9  | 9  | 9  | 9  | 9  | 9  | 9  | 9  | 9  | 10 | 10 | 10 | 9  | 9  | 9  | 9  | 8  | 8  | 9  | 10 | 10 | 9  | 9  | 8  | 9  | 7  | 7  | 8  | 9  | 9  | 8  | 7  | 0                | 7                  |
| Wolfsberger AC     | 6  | 4  | 7  | 8  | 8  | 8  | 8  | 6  | 5  | 5  | 7  | 7  | 7  | 7  | 6  | 6  | 6  | 6  | 6  | 6  | 6  | 6  | 6  | 5  | 5  | 5  | 5  | 5  | 5  | 5  | 4  | 4  | 4  | 5  | 5  | 5  | 0                | 0                  |

### Meilleurs buteurs
mis à jour le 30 janvier 2013
| Rang | Nom              | Nationalité | Équipe             | Buts | Pénalties |
| ---- | ---------------- | ----------- | ------------------ | ---- | --------- |
| 1er  | Philipp Hosiner  | Autriche    | Admira Wacker      | 21   | 0         |
| 2e   | Jonathan Soriano | Espagne     | Red Bull Salzbourg | 14   | 3         |
| 3e   | René Gartler     | Autriche    | SV Ried            | 11   | 0         |
| 4e   | Christian Falk   | Autriche    | Wolfsberger AC     | 10   | 0         |

Source : Soccerway

## Bilan de la saison
| Tableau d'Honneur |                  |
| Compétition       | Vainqueur        |
| Bundesliga        | Austria Vienne   |
| Coupe d'Autriche  | FC Pasching (D3) |

| Qualifications européennes 2013-2014                                |                    |
| Ligue des champions                                                 | Qualifiés          |
| 3e tour de qualification pour clubs champions (champion d'Autriche) | Austria Vienne     |
| 3e tour qualification des non-champions (2e du championnat)         | Red Bull Salzbourg |
| Ligue Europa                                                        | Qualifiés          |
| Tour de barrages (vainqueur de la coupe)                            | FC Pasching        |
| 3e tour de qualification (3e du championnat)                        | Rapid Vienne       |
| 2e tour de qualification (4e du championnat)                        | Sturm Graz         |

| Promotions et relégations à l'issue de la saison |                |
| Relégués en Erste Liga                           | SV Mattersburg |
| Promus de Erste Liga                             | SV Grödig      |

### Parcours en coupes d'Europe
Le parcours des clubs en coupes d'Europe est important puisqu'il détermine le coefficient UEFA, et donc le nombre de clubs présents en coupes d'Europe les années suivantes.
| Club               | Compétition         |                                                                                 |
| ------------------ | ------------------- | ------------------------------------------------------------------------------- |
| Red Bull Salzbourg | Ligue des Champions | éliminé au deuxième tour de qualification par le (F91 Dudelange )               |
| Rapid Vienne       | Ligue Europa        | éliminé en phase de groupes (Metalist Kharkiv , Bayer Leverkusen et Rosenborg ) |
| Admira Wacker      | Ligue Europa        | éliminé au troisième tour de qualification par le (Sparta Prague )              |
| SV Ried            | Ligue Europa        | éliminé au troisième tour de qualification par le (Legia Varsovie )             |